# SBK48
SBK48（エスビーケーフォーティーエイト、松竹ブサイク48（しょうちくブサイクフォーティーエイト））は、女性ものまねタレントのキンタロー。が主宰する松竹芸能のブサイク女芸人ユニットである。
SBK48の派生ユニット、松木坂46（まつのきざかフォーティシックス）についても本項で取り上げる。

## 来歴
2016年2月11日のキンタロー。オフィシャルブログにおいて、始動が宣言された。
始動時点で、SBK48とは松竹ブサイク女芸人同好会の略と説明されていたが、同年9月10日のキンタロー。オフィシャルブログにおいて松竹ブサイク48の略と変更され、以後公演MC、または脚本の中で同様の説明が行われている。
始動時点でのメンバーは後述の初期メンバー4名であり、同年4月6日には『FRESH! by AbemaTV 松竹芸能チャンネル』の番組にその4名で出演している
同年7月13日に同チャンネルの番組内においてオーディションを行い、メンバーが9名になった。その9名で同年8月24日の同チャンネルの番組に出演し、全メンバーのお披露目を果たす。
同年9月22日に行われた旗揚げ公演のMCで、キンタロー。より、『ブサイクに寄せている星美穂は正規メンバーではなく研究生』という趣旨の発言があり、メンバー8名と研究生1名の形で活動する事となった。
同年10月29日に東京での追加公演を行った。
同年11月に大阪公演が行われることとなり、公演当日である同年11月22日には『ちちんぷいぷい』（MBSテレビ）で旗上げ大阪公演開催が紹介された。その大阪公演のMC中に2017年も公演を行うことが発表された。また、同公演の星美穂の自己紹介中にキンタロー。より『星美穂は未だ研究生』という趣旨の発言があり、メンバー8名と研究生1名の形は継続される事となった。
2017年2月28日、SBK48(仮)名義で『東京オーディション(仮)』（TOKYO MX）においてテレビ初出演を果たす。
同年3月8日、メンバーによるお笑いライブを行った。これは旗揚げ公演とは趣が異なりネタのライブであった。
ゴールデン帯のテレビ番組初出演となったのが、同年6月2日放送の『爆笑そっくりものまね紅白歌合戦スペシャル』（フジテレビ）。これは松木坂46としてであるが、キンタロー。を伴った形でのテレビ初出演でもある。
SBK48名義で初の外部ライブ出演となったのが、同年8月19日のサマーソニック2017。東京ATTRACTIONのJUNGLE STAGE（幕張メッセ）で行われた『お笑いSHOW TIME』に2公演出演した。
2019年5月17日放送の『爆笑そっくりものまね紅白歌合戦スペシャル』（フジテレビ）ではSBK48名義で同番組に初出演した。（増野美由紀、だいどぅを除く7名）

## メンバー
- 初期メンバー
  - キンタロー。（1981年10月24日（43歳）） - ものまねタレント。絶対不動のSBK48のセンター。彼女の妄想こそがこのチームの原動力となる。松竹芸能タレントスクール東京20期。担当カラーは『赤』 。[1][16]
  - 大納言光子（だいなごんみつこ、1985年7月29日（39歳）） - ピン芸人。アポロシアター発、モノマネもこなす実はスゴイ経歴の持ち主。ダンスの振付を担当する。松竹芸能タレントスクール東京23期。担当カラーは『ショッキングピンク』 。[1][16][17]
  - 脇屋敷（わきやしき、1988年5月18日（36歳）） - ピン芸人。女子力担当。手作りお菓子は欠かせない。脇毛の処理には誰よりも厳しい。松竹芸能タレントスクール東京23期。担当カラーは『ピンク』 。[1][16]
  - はるはる（1989年1月29日（36歳）） - ピン芸人、2016年2月11日の始動時点では『ガールプレイヤー』(2016年7月31日で解散)というトリオを組んでいた。肉まん王国からやってきた。目指すは演技派ブサイク。メンバー曰く「盛るのがうまい」。松竹芸能タレントスクール東京24期。担当カラーは『オレンジ』 。[1][18][19]
- 追加メンバー
  - 府中文江（府中ふみえ、1982年3月23日（43歳）） - 元お笑いコンビ『フライデーズ』。キンタロー。よりポテンシャルの高いユニークフェイスというお墨付きを貰っている。「これが真のブサイク」と皆をうならせた逸材。丸い眼鏡と顎のラインがポイント。松竹芸能タレントスクール東京24期。担当カラーは『紫』 。[1][2][19][20]
  - 増野美由紀(ますのみゆき、1984年9月27日（40歳）) - 元お笑いコンビ『フライデーズ』。常識人。趣味はご当地ブリッジ。頬骨ブスと言われている。松竹芸能タレントスクール東京24期。担当カラーは『エメラルドグリーン』 。[1][19][20]
  - 餅田コシヒカリ（もちだこしひかり、1994年4月18日（30歳）） - お笑いコンビ『駆け抜けて軽トラ』。加入時点ではお笑いコンビ『棚からブタもち』のボケ担当だった。顔から上は自称・カトパン、下半身はとんでもないブサイク。松竹芸能タレントスクール東京25期。担当カラーは『黄緑』 。[1][19][21]
  - だいどぅ（1989年7月12日（35歳）） - 2017年1月よりお笑いコンビ『たべごろピーチ』を星美穂と結成。加入時点では『椿』というコンビを組んでいた。ポジティブブサイク担当。SBK48の中では随一のスタイルの持ち主。よくオカマと間違われる。松竹芸能タレントスクール東京25期。担当カラーは『黄色』 。[1][19][22][23]
- 研究生
  - 星美穂（ほしみほ、1988年3月29日（37歳）） - 2017年1月よりお笑いコンビ『たべごろピーチ』をだいどぅと結成。加入時点では、はるはる等と共に『ガールプレイヤー』というトリオを組んでいた。2016年9月22日の旗揚げ公演MCで突然、研究生である事を言い渡された。童顔担当。よく、壁に向かって「私はブサイク」と言い聞かせている。松竹芸能タレントスクール東京24期。担当カラーは『青』 。[1][18][19][24]

## 公演

### 公演一覧

#### 旗揚げ公演（第一回公演）
旗揚げ公演は、キンタロー。がラブライブ!にはまり、そのアニメを観て感銘を受け、ラブライブ!にインスパイアされ、脚本と演出を務めた太田守信と相談しながら作り上げた。
1. SBK48～旗揚げ公演～（2016年9月22日、松竹芸能新宿角座）[6]
2. SBK48～旗揚げ追加公演～（2016年10月29日、松竹芸能新宿角座）[7]
3. SBK48～旗揚げ大阪公演～（2016年11月22日、松竹芸能 DAIHATSU MOVE 道頓堀角座）[26]

#### お笑いライブ
お笑いライブは、旗揚げ公演の観客アンケートで『メンバーのネタも観てみたい』という要望が多数あり実現したもの。
1. SBK48～お笑いライブ～（2017年3月8日、松竹芸能新宿角座）[11]

### ユニットメンバー以外の公演出演者

#### 美人女芸人コンビ『ピンクマカロン』役
- 東塚菜実子（旗揚げ公演1、2）[7][27]
- 児玉磨利（旗揚げ公演1、2）[7][28]
- 相沢美紗樹（旗揚げ公演3）[29]
- 田口万莉（旗揚げ公演3）[29]

（いずれも松竹芸能所属タレント）

### 公演の脚本と演出
- 太田守信（旗揚げ公演1、2、3）[30]

## 公演以外の出演
※松木坂46としての出演は下記の松木坂46を参照

### 外部ライブ
- お笑いSHOW TIME（サマーソニック2017：東京ATTRACTION JUNGLE STAGE＝幕張メッセ）2017年8月19日（2公演）[15]
- ものまねキャラバンVol.7（2017年9月7日：中野サンプラザ）（2公演） - キンタロー。のバックダンサーで残りのメンバーが出演、９人で欅坂46のサイレントマジョリティーを披露[31][32]

### テレビ
- 東京オーディション(仮) (TOKYO MX)
  - 2017年2月28日放送 - SBK48(仮)として大納言光子、府中文江、増野美由紀、だいどぅ、星美穂が出演[9][10]
  - 2017年4月11日放送 - SBK48(仮)として大納言光子、脇屋敷、府中文江、はるはる、餅田コシヒカリ、だいどぅ、星美穂が出演[33][34]
- B2takes!TV「チカメンですけど何か？」(TOKYO MX2、2017年5月14日放送[35] - 5月21日放送[36]) - 2回に渡って、キンタロー。を除く8名が出演
- 『爆笑そっくりものまね紅白歌合戦スペシャル』（フジテレビ）
  - 2019年5月17日放送 - 乃木坂46のものまねで「シンクロニシティ」を披露した[37]。

### FRESH! by AbemaTV 松竹芸能チャンネル
- 【松竹芸能を代表する女芸人たちが続々登場！】実力派芸人による3時間ぶっとおしのトークバラエティ（2016年4月6日放送）[注釈 1]
- メインMCはキンタロー。と収納王子コジマジック！ゲストとの爆笑トークを見逃すな、実力派芸人によるトークバラエティ（2016年7月13日放送）[注釈 2]
- コジマジック、大原かおり、宗万真弓、キンタロー。、そしてSBK48！実力派芸人が喋り倒す！3時間ぶっ通しの爆笑トークバラエティ（2016年8月24日放送）[注釈 3]

### その他
- 第2回本日は晴天なりのオキニライブ2days 2日目（2016年9月30日、秋葉原ZERO-G）- 光子＆はるはるfrom SBK48として出演[38]
- キンタロー。初単独ライブ「kintalo。TV」（2017年6月10日、松竹芸能新宿角座）昼夜2公演[39] - キンタロー。本人とバックダンサーで残りの8名も出演[40]
- 新宿シュネル座 ものまねnight!（2018年4月12日、松竹芸能新宿角座）[41]
- はまぐちコントサークル カドザフェス（2018年5月12日、松竹芸能新宿角座） - 大納言光子、脇屋敷、だいどぅ、星美穂で出演

## 松木坂46
松木坂46（まつのきざかフォーティシックス）はSBK48内の派生ユニット。2017年6月2日放送の爆笑そっくりものまね紅白歌合戦スペシャル(フジテレビ)出演に際し結成されたSBK48内デブ選抜で、メンバーはキンタロー。、大納言光子、脇屋敷、府中文江、はるはる、餅田コシヒカリ、星美穂の7名。

### 出演
- 『爆笑そっくりものまね紅白歌合戦スペシャル』（フジテレビ）
  - 2017年6月2日放送 - 欅坂46のものまねで「サイレントマジョリティー」を披露した。[13][14][43]
  - 2017年9月8日放送 - 欅坂46のものまねで「不協和音」を披露した。[44][45][46]
  - 2018年5月11日放送 - 欅坂46のものまねで「風に吹かれても」を披露した。[47][48]